# Zabid
Zabid (àrab: زبيد, Zabīd) és una ciutat de l'oest del Iemen amb uns 23.000 habitants. Li va assignar el nom el seu primer governant, i és una antiga ciutat del país del que en fou capital del segle xiii al xv. Destaca com a monument la gran mesquita. La seva universitat islàmica fou notable. La ciutat en conjunt està inscrita a la llista del Patrimoni de la Humanitat segons declaració de la UNESCO des del 1993 i en perill des del 2000.

## Història
Era coneguda com al-Husayb sent un lloc de la tribu al-Ashair, però va agafar el nom del seu uadi quan Muhammad ibn Ziyad la va fundar com a tal el gener del 820. Ibn Ziyad havia estat enviat pel califa abbàssida per reprimir la revolta de les tribus al-Ashair i Akk. Muhammad va fundar la dinastia ziyàdida que va durar fins al 1016. Centre de sunnisme va atreure estudiosos musulmans de tot el món musulmà. El ziyadita al-Husayn ibn Salamah (983-1012). Els najàhides la van tenir com a capital a partir del 1022.

### Dinastia sulàyhida
Alí ibn Muhàmmad ibn Alí as-Sulayhí va apoderar-se de Zabid el 1060 i va governar fins al 1080, fundant la dinastia sulàyhida. El va succeir el seu fill Àhmad al-Mukàrram ibn Alí que el 1081 va ser deposat pel najàhida Saïd ibn Najah però va recuperar el poder el 1083. La dinastia es va acabar el 1086 (1091 segons altres fonts), quan els najàhides van recuperar el poder i van retornar a Zabid fins al 1158.

### Dinastia màhdida
Alí ibn al-Mahdí va arribar al govern de Zabid al segle xii i va fundar la dinastia màhdida, així anomenada pel pare d'Alí, al-Mahdí.
Alí ibn al-Mahdí va morir el 1159, i va deixar cinc fills mascles: al-Mahdí, Abd-an-Nabí, Abd-Al·lah, Àhmad i Iaia. El més gran, al-Mahdí ibn Alí, el va succeir i el 1161 va conquerir Lahej i el 1163 va ocupar Djanad. En aquest any el va succeir el seu germà Abd-an-Nabí ibn Alí, que dominava de la Tihama a Dhul Kala, incloent-hi Taizz i Djanad. El 1164 va ser breument deposat per son germà Abd-Al·lah però va recuperar el poder immediatament. El 1172 va assetjar Aden, que era una possessió de la dinastia zuràyida que, per resistir, es van aliar amb Wahhas, emir de la dinastia hassanita-sulaymànida de la regió de Zafar i regions properes a Taizz; els aliats van derrotar Abd-an-Nabí prop de Taizz (1173) i el van obligar a aixecar el setge.

## Aiubites, rassúlides i tahírides
El 14 de maig de 1174 els egipcis van conquerir Zabid i van posar fi a la dinastia màhdida. Els aiúbides van confirmar l'estatus de capital administrativa i econòmica de la ciutat. encara que els seus emirs no sempre hi van residir. Però sota els rassúlides (1229-1454) va arribar a la seva edat d'or, tot i que la capital fou Taizz (Zabid fou residència d'hivern). Tenia més barris i establiments religiosos que Taizz (230 o 140 mesquites i madrasses el 1392). Els tahírides del Iemen van residir a Zabid a l'hivern durant el seu govern (1454 a 1517). En aquest temps va patir desastres naturals com inundacions, incendis i terratrèmols, que la van afectar greument, i la decadència es va accentuar sota els mamelucs i mercenaris al seu servei (1521-1536).

## Segles XVI a XXI
Durant la primera ocupació otomana (1538-1635) Zabid fou un dels principals bastions turcs. Diverses vegades fou devastada pels atacs dels imams zaidites del Iemen. Quan els zaydites van agafar el poder i els otomans es van retirar, Zabid fou marginada. El comerç del cafè al segle xvii i XVIII afavorí al port d'al-Mukha i al de Bayt al-Fakih en perjudici de Zabid. El 1783 Niebuhr constatava in situ que només la meitat de la seva antiga superfície estava ocupada. Al segle xix va emergir al-Hudayda com a centre administratiu de la Tihama especialment en la segona ocupació otomana (1872-1918), i Zabid fou definitivament eclipsada. Entre 1902 i 1907 va viure greus conflictes socials.